# Engelbert Sölken
Engelbert Sölken (ur. 1893, zm. ?) – zbrodniarz hitlerowski, członek załogi niemieckiego obozu koncentracyjnego Dachau i SS-Oberscharführer.
Z zawodu malarz pokojowy. W październiku 1944 został przeniesiony do Waffen-SS z Wehrmachtu. Pełnił służbę w Kaufering II i VII, podobozach KL Dachau. Pełnił tu funkcje kierownika różnych komand więźniarskich oraz szefa wydziału odpowiedzialnego za pracę przymusową więźniów. Sölken maltretował podległych mu więźniów, bijąc ich kijem, pałką czy innymi narzędziami, w przynajmniej dwóch przypadkach ze skutkiem śmiertelnym.
Za swoje zbrodnie został osądzony przez amerykański Trybunał Wojskowy w Dachau w procesie US vs. Engelbert Sölken w dniach 12–13 maja 1947. Wymierzono mu karę dożywotniego pozbawienia wolności.